# Bruchus tessellatus
Bruchus tessellatus is een keversoort uit de familie bladkevers (Chrysomelidae). De wetenschappelijke naam van de soort werd in 1858 gepubliceerd door Étienne Mulsant en Claudius Rey.